# Lâm Hoành
Lâm Hoành (1824-1883), trước tên là Chuẩn, sau đổi là Hoành (cũng đọc là Hoằng); là quan nhà Nguyễn trong lịch sử Việt Nam.

## Tiểu sử
Ông là người ở thôn Gia Bình, xã Gio An, huyện Gio Linh, tỉnh Quảng Trị. Thân thế ông không rõ, chỉ biết năm Đinh Mão (1867) đời Tự Đức, ông thi đỗ cử nhân.
Năm Tự Đức thứ 21 (Mậu Thìn, 1868), Lâm Hoành thi đỗ phó bảng (lúc 44 tuổi) cùng khoa với Nguyễn Thuật, Dương Khuê, Nguyễn Đình Tựu...
Ban đầu, ông được bổ làm Tri huyện Kim Thành (thuộc phủ Ninh Giang, tỉnh Hải Dương); sau được cử làm Quốc tử giám Tu nghiệp (1872), rồi lần lượt trải các chức: Biện lý bộ Lại, Tham biện Nội các sự vụ, Án sát sứ Nghệ An.
Năm Tự Đức thứ 31 (1878), sung ông làm Phó sứ sang Yên Kinh (Bắc Kinh, Trung Quốc ngày nay); khi về nước, đổi ông làm Hộ lý Tuần phủ Nam Ngãi (tức Quảng Nam và Quảng Ngãi), rồi làm Bố chính sứ Quảng Ngãi. Ở đây, gặp lúc đời sống khó khăn, ông xin vua chẩn cấp, cứu sống được rất nhiều người dân .
Năm Tự Đức thứ 34 (1881), cử ông làm Hữu thị lang bộ Công, rồi thăng Thự Hữu Tham tri ở bộ này.
Năm Tự Đức thứ 36 (1883), sung ông làm Thuận An hải phòng Phó phòng luyện, sau khi nhà vua nghe ông tâu rằng "cửa biển Thuận An là cửa ngõ Kinh sư (Huế), việc phòng bị rất là quan yếu" .
Tháng 8 (dương lịch) năm đó (lúc bấy giờ vua Tự Đức vừa mới mất, Hiệp Hòa lên nối ngôi), Hải quân thiếu tướng Courbert cùng với Toàn quyền Harmand đem tàu chiến vào đánh cửa Thuận An, từ ngày 15 đến ngày 18 tháng 8, thì Trấn Hải Thành vỡ. Theo Việt Nam sử lược thì ngay hôm ấy Lâm Hoành và Trần Thúc Nhẫn đã gieo mình xuống sông tự tử .
Sử nhà Nguyễn là Đại Nam chính biên liệt truyện, kể: 
Mùa thu năm ấy, nước Pháp đem binh thuyền đến đánh, (Lê) Sỹ cùng Thống chế Lê Chuẩn và Phó phòng luyện Lâm Hoành chia quân ra chống giữ, cầm cự nhau trong 2 ngày, tiếng súng không ngớt. Quân Pháp bèn chia nhau xuống những chiếc thuyền nhỏ bằng gỗ sam vào bờ, rồi theo lối đường Thái Dương ở phía sau (Trấn Hải Thành) đánh úp. Thành bị hãm, (Lê) Sỹ cùng (Lê) Chuẩn, (Lâm) Hoành và Chưởng vệ Nguyễn Trung đều bị chết...
Năm 1884 đời Kiến Phúc, truy tặng Lâm Hoành chức Công bộ Thượng thư, đồng thời cho con ông là Lâm Hoàn làm Thự Biên tu (sau làm đến Lang trung bộ Công).
Hiện ở quận Bình Tân, Thành phố Hồ Chí Minh có con đường mang tên Lâm Hoành.